# Bjergby Kirke (Hjørring Kommune)
 For alternative betydninger, se Bjergby Kirke. (Se også artikler, som begynder med Bjergby Kirke)
Bjergby Kirke ligger ved landsbyen Bjergby, ca. 7 km N for Hjørring (Region Nordjylland). Indtil Kommunalreformen i 2007 lå den i Nordjyllands Amt, og indtil Kommunalreformen i 1970 i Vennebjerg Herred (Hjørring Amt).
Romansk kor og skib opført af granitkvadre på skråkantsokkel, som er stejlere mod øst end mod vest. Over den tilmurede syddør sidder en tympanon med korslam, figur og fugl, den blev fundet på kirkegården i 1729. Norddøren er stadig i brug men noget udvidet. Norddørens tympanon er opsat over døren på våbenhuset, som er opført i nyere tid. Korets østvindue er bevaret som indvendig niche. På skibets sydmur er indsat en kvader med fremspringende mandshoved. Bygningens mure er blevet omsat i 1700-tallet. Kirken blev hovedistandsat i 1950 ved arkitekt L. Teschl. I nærheden af kirken kan man ses en hel zoologisk have med dyr udført i beton.
Indvendig er de flade bjælkelofter bevaret. Den runde korbue er bevaret med skråkantede karmsten. I koret står en egetræsfrontale, som dækkede alterbordet indtil 1950. Frontalen er en efterligning af de gyldne altre. Altertavlen indeholder dele fra en ungrenæssancetavle men er blevet stærkt omdannet i 1782. Prædikestolen er fra o.1600 og har våben for Ove Lunge og Anne Sehested.
Den romanske granitfont har halvkugleformet kumme på tovstavprydet pyramidestub-fod.

## Eksterne kilder og henvisninger
- Wikimedia Commons har flere filer relateret til Bjergby Kirke (Hjørring Kommune)
- Bjergby Kirke Arkiveret 31. januar 2011 hos  Wayback Machine på nordenskirker.dk
- Bjergby Kirke på KortTilKirken.dk